# 休場ダム
休場ダム（やすばダム）は、高知県香美市、国分川水系国分川に建設されたダム。高さ18メートルの重力式コンクリートダムで、四国電力の発電用ダムである。同社の水力発電所・新改水力発電所に送水し、最大8,700キロワットの電力を発生する。

## 歴史
休場ダムは水力発電を目的に建設されたダムであり、1961年に着工し、1963年に完成した。そして1963年4月から使用を開始した。面積9ヘクタール、有効貯水容量25万4,000立方メートルの調整池を形成し、貯えた水を新改発電所に送水している。近くにはサクラの名所として知られる平山親水公園が整備されている。

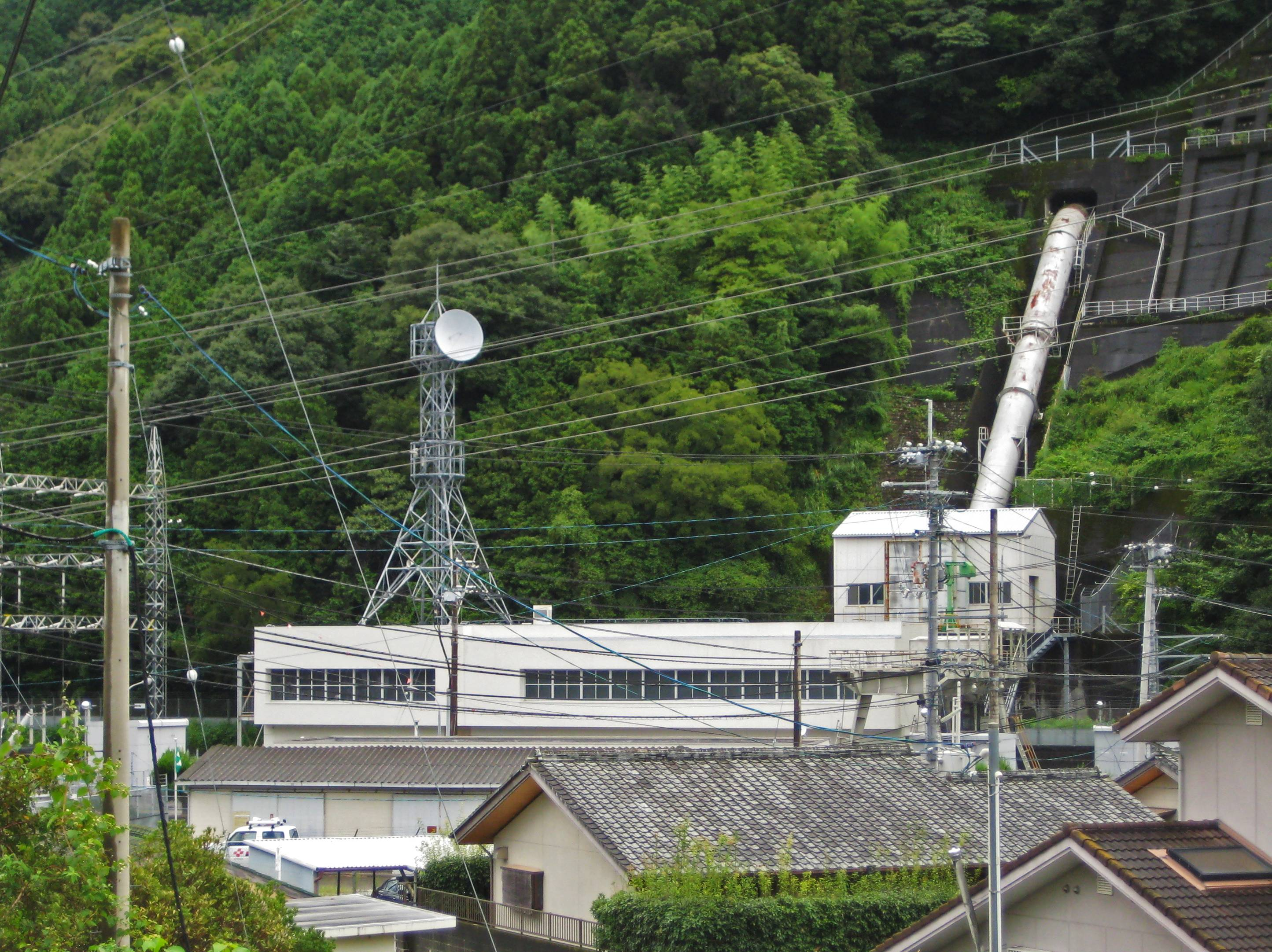
新改発電所